# Den ny Kokkepige
Den ny Kokkepige er en dansk stumfilm fra 1917, der er instrueret af Lau Lauritzen Sr. efter manuskript af Irma Strakosch.

## Handling
Denne artikel mangler et handlingsreferat. Hjælp os med at skrive det.